# بولدوک‌لو (آماسیه)
بولدوک‌لو (به ترکی استانبولی: Bulduklu) یک منطقهٔ مسکونی در ترکیه است که در آماسیه واقع شده‌است.